# Nido comestible

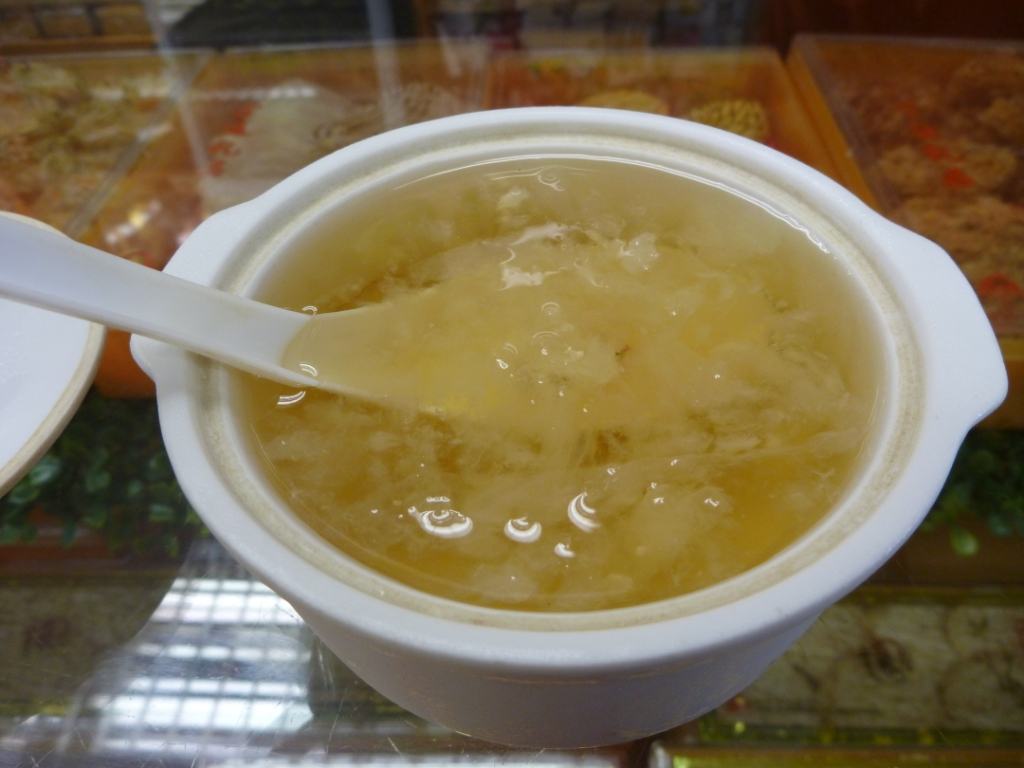
Un bol de sopa de nido de pájaro en Miri, Malasia.

Los nidos de pájaro comestibles son nidos de pájaro creados por salanganas nidoblancos (Aerodramus fuciphagus) utilizando saliva solidificada, cosechados para consumo humano.  Son particularmente caros en la cultura china debido a su rareza, y supuestamente alto valor nutritivo y sabor exquisito. Los nidos de pájaro comestibles son entre los productos animales más caros consumidos por humanos, ya que pueden llegar a los USD2,000 por kilogramo. Los nidos han sido utilizados en la cocina china desde hace unos 400 años.

## Uso en la gastronomía

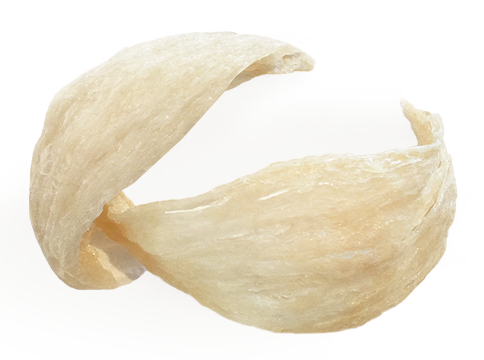
Nido comestible de ave.

El uso más famoso de los nidos comestibles es en la preparación de sopa, la misma es considerada un platillo exquisito de la gastronomía china. Al ser disuelto en agua, el nido de ave posee una textura gelatinosa que es la base de la sopa o sopa dulce [tàhng suay]. En general se le denomina  燕窝 [yàn wō] a menos que se haga mención a la sopa dulce o sabrosa de la gastronomía china. De acuerdo al manual Suiyuan shidan de gastronomía de la dinastía Qing, el nido de ave era un ingrediente muy apreciado que no debía ser condimentado o cocido con ningún otro gusto fuerte o aceitoso. Y si bien es increíblemente caro, debe ser servido en porciones relativamente abundantes ya que si no no se puede apreciar y disfrutar su textura.
Además de ser utilizados para preparar sopa, los nidos comestibles de ave se pueden utilizar como ingrediente de muchos platillos. Se los puede cocinar junto con arroz para preparar congee de nido de ave o arroz hervido con nido de ave, o se los puede agregar a tarteletas de huevo y otros postres. Se puede preparar una jalea de nido de ave, para ello se coloca el nido de ave en un frasco cerámico con un poco de agua y azúcar (o sal) y se lo cuece al doble vapor. En los comercios se puede comprar jalea de nido de ave.